# Quatrième dimanche de Carême

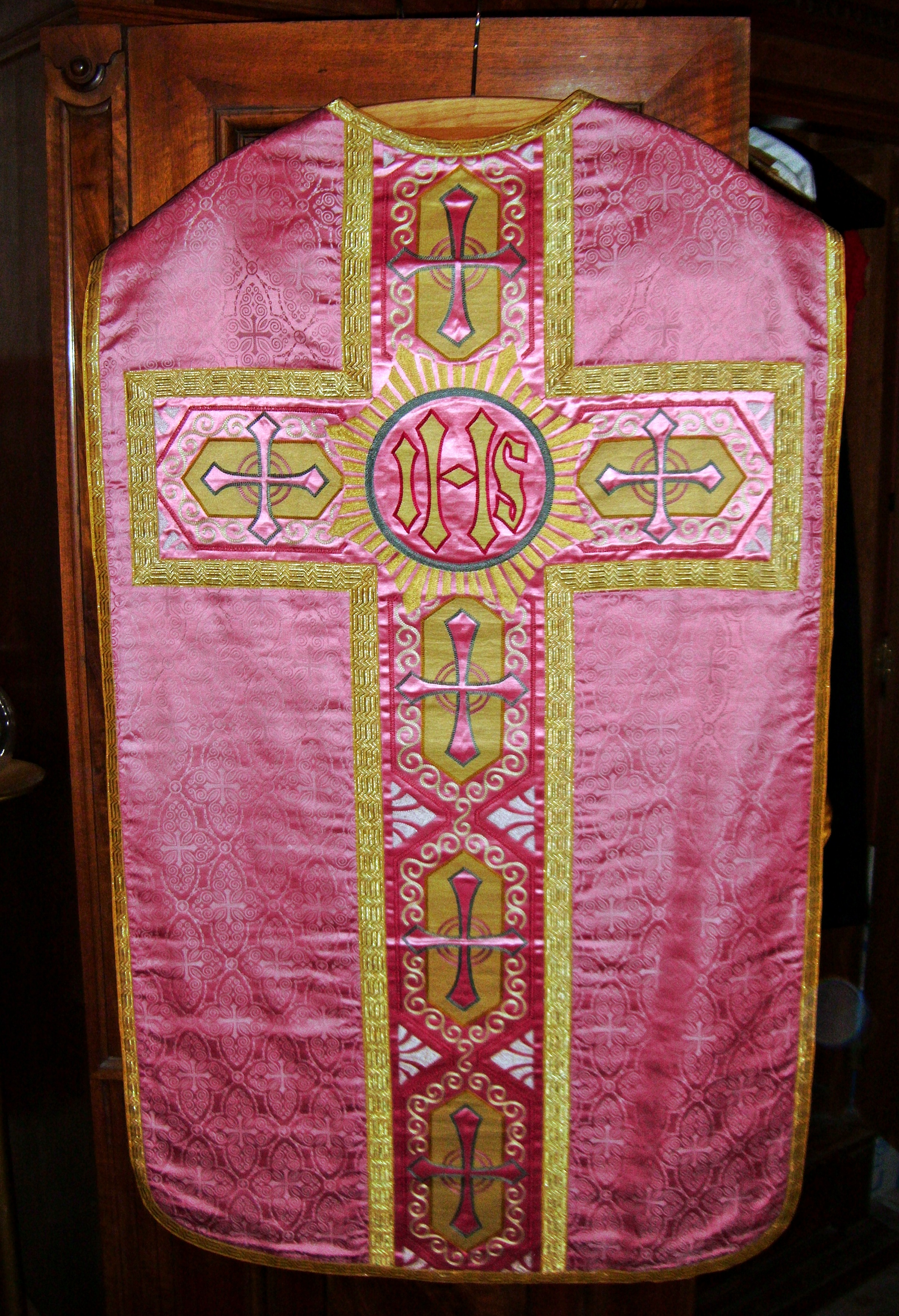
Ancienne chasuble rose des dimanches Laetare et Gaudete.

Le quatrième dimanche de Carême, dit dimanche de Laetare, revêt le caractère particulier d'une pause au milieu du Carême (de même que le dimanche de Gaudete pendant l'Avent). Le nom provient de l'incipit de l'introït Laetare, « Laetare Jerusalem » (Réjouis-toi, Jérusalem).

## Description
Dans l'Antiquité chrétienne, les fiancés qui devaient se marier après Pâques étaient bénis au dimanche de Lætare.
La liturgie romaine, qui suspend les exercices pénitentiels le dimanche (ce pour quoi le Carême y compte quarante-six jours), les marque tout de même d'une certaine austérité (suppression du Gloria et de l'Alléluia lors de la messe, ornements violets, disparition des fleurs et des instruments de musique) qu'elle tempère au dimanche de Lætare où elle prend les ornements roses (qui est un violet éclairé), ce qui marque, au milieu de ces temps de pénitence, une pause où l'Église vise à mieux faire entrevoir la joie qu'elle prépare et à donner courage pour les dernières étapes à parcourir et à rendre grâce pour les œuvres déjà accomplies.
Autrefois, le pape, contrairement aux autres dimanches du Carême, venait à cheval à la station qui, ce jour-là, se faisait à Sainte-Croix-de-Jérusalem où l'on vénérait la Croix glorieuse.
Ce dimanche-là, contrairement aux autres dimanches du Carême, il est possible de fleurir l'autel, sonner toutes les cloches et toucher les orgues.
C'est à cette occasion que le pape procède à la remise de la Rose d'or, destinée à honorer des souverains ou des sanctuaires catholiques.
Les mêmes pratiques liturgiques se retrouvent dans d'autres traditions chrétiennes, en particulier au sein de la communion anglicane et de la tradition épiscopale du luthéranisme.

## Le dimanche Lætare

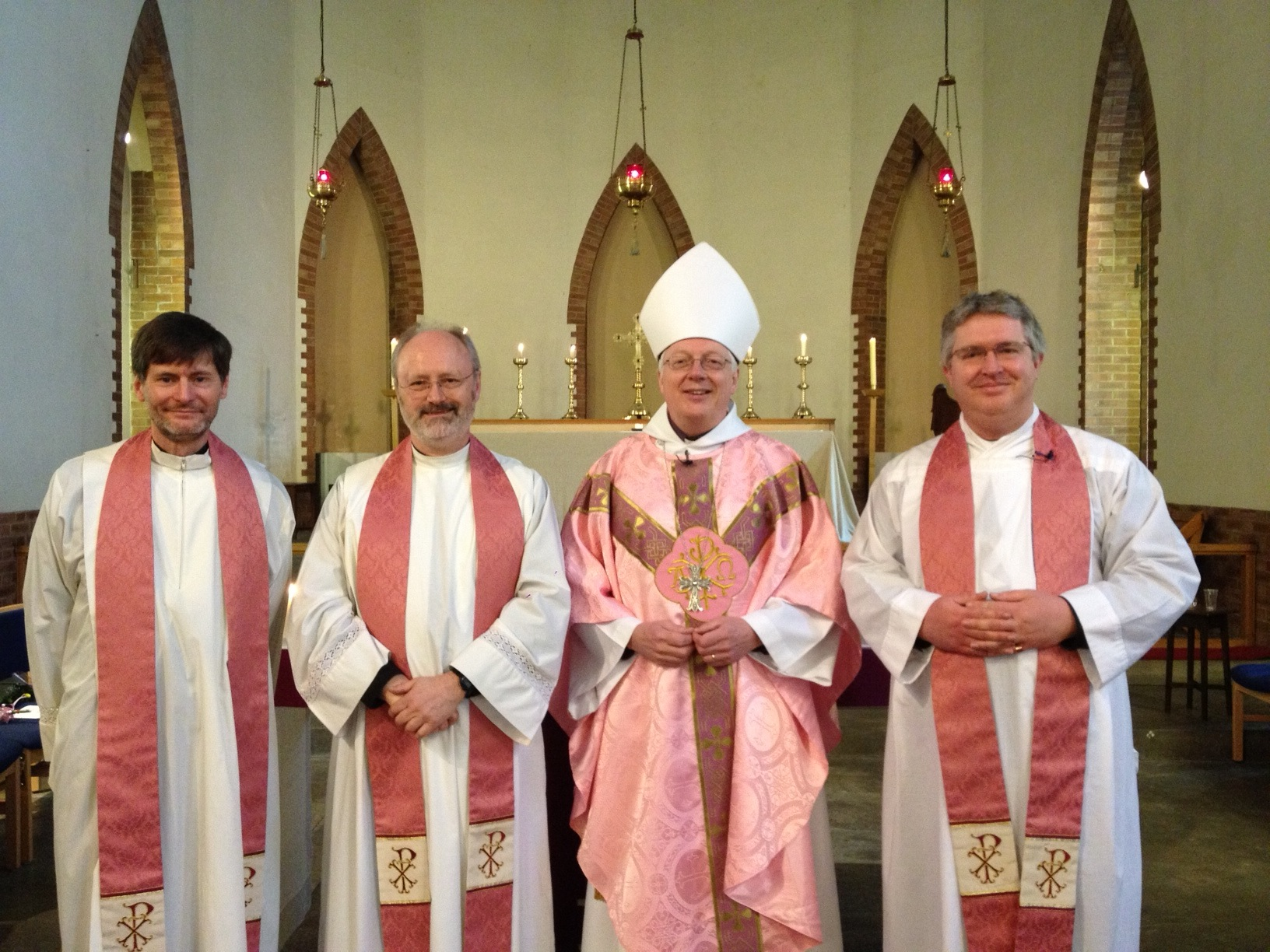
L'évêque anglican de Willesden (Londres) portant des ornements roses pour le dimanche de Laetare, accompagné par trois prêtres, portant également des étoles roses.

Le terme « dimanche Lætare » est utilisé par la plupart des rites liturgiques latins (comme la tradition du catholicisme et l'anglicanisme), et par certaines confessions protestantes. Le mot latin laetare traduit l'impératif présent singulier laetari : « pour se réjouir », mot qui ouvre l'introït du propre de la messe de ce dimanche de Carême.
L'introït entier est comme suit :
« Laetare Jerusalem : et conventum facite omnes qui diligitis eam: gaudete cum laetitia,
qui in tristitia fuistis: ut exsultetis, et satiemini ab uberibus consolationis vestrae. » Livre d’Isaïe 66, 10.11
« Réjouis-toi, Jérusalem ! (שִׂמְחוּ אֶת־יְרוּשָׁלַםִ, Sim'hou Ète-Yéroushalami en hébreu) et rassemblez-vous, vous tous qui l'aimez : soyez dans le bonheur réjouissez-vous avec allégresse,
vous qui avez été dans la tristesse : vous pouvez bondir de joie et vous rassasier du lait de consolation qui est pour vous. »
Tout comme le dimanche Gaudete de l'Avent, l'Église célèbre sa joie, et les vêtements liturgiques sont roses (un mélange de violet et blanc) au lieu de violets ce jour-là.

## Textes liturgiques
Dans les communautés où des adultes se préparent au baptême, on peut employer l'évangile, et même les autres lectures de l'année A.

### Année A
- Première lecture : Livre de Samuel 16, 1-6.10-13
- Psaume 22 (23)
- Deuxième lecture : Saint Paul aux Éphésiens 5, 8-14
- Évangile de Jean 9, 1-41 : la guérison de l'aveugle de la piscine de Siloé

### Année B
- Première lecture : Deuxième livre des Chroniques 36, 14-16.19-23
- Psaume 136 (137)
- Deuxième lecture : Saint Paul aux Éphésiens 2, 4-10
- Évangile de Jean 3, 14-21

### Année C
- Première lecture : Josué 5, 9-12
- Psaume 33 (34)
- Deuxième lecture : Saint Paul aux Corinthiens 5, 17-21
- Évangile de Luc 15, 1-3.11-32 : le fils prodigue

## Festivités

### En Belgique
Le lætare est une fête traditionnelle célébrée principalement à Stavelot, en province de Liège, pendant 3 jours (samedi, dimanche et lundi). C'est une tradition multiséculaire remontant à 1502. On peut y voir, entre autres sociétés folkloriques, la figure traditionnelle des Blancs-Moussis vêtus de la cape et du capuchon blancs, affublés du long nez rouge et entourant leurs géants, leurs échelles et leurs chars souffleurs de confettis. Ces festivités durent trois jours (du samedi au lundi soir).
Il existe d'autres festivités carnavalesques dites de la lætare, notamment à Tilff (dans la commune d'Esneux), à Froidchapelle (plus grand carnaval de la Botte du Hainaut), à Chapelle-Lez-Herlaimont (réputée pour son feu d'artifice), à La Louvière, à Andenne, à Welkenraedt, à Fosses-la-Ville, patrie des célèbres Chinels,a Maaseik (Grand Défilé) ou à Sart et Tiège mais aussi à La Roche-en-Ardenne.

### En Suisse
En Suisse, on dit fréquemment le dimanche de Lætare.
À Islikon, village de la commune suisse de Gachnang (Thurgovie) perdure la tradition au dimanche de Laetare, de la construction en bois léger et en papier d'une petite tour coloriée assise sur un radeau de planches, comportant des transparents portant les symboles des astres, des chandelles allumées et une inscription « Fort mit licht » (« pars lumière ! »). Le tout est posé sur l'eau et le courant entraîne les radeaux tandis que l'assistance chante en chœur : « Le ruisseau brûle/C'en est d'Islikon qui l'ont allumé/C'en est de Chefikon qui l'éteindront/Avec leurs cent mille grenouilles »,. Les rites mettant en scène une flamme que l'on allume sur une rivière et qui finira sa course en se noyant dans celle-ci, peuvent se rattacher aux fêtes païennes de célébration de l'équinoxe du printemps, autour du 21 mars.